# Église Saint-Pantaléon de Thessalonique
 (janvier 2025).
La mise en forme du texte ne suit pas les recommandations de Wikipédia : il faut le « wikifier ».
Les points d'amélioration suivants sont les cas les plus fréquents. Le détail des points à revoir est peut-être précisé sur la page de discussion.
- Les titres sont pré-formatés par le logiciel. Ils ne sont ni en capitales, ni en gras.
- Le texte ne doit pas être écrit en capitales (les noms de famille non plus), ni en gras, ni en italique, ni en « petit »…
- Le gras n'est utilisé que pour surligner le titre de l'article dans l'introduction, une seule fois.
- L'italique est rarement utilisé : mots en langue étrangère, titres d'œuvres, noms de bateaux, etc.
- Les citations ne sont pas en italique mais en corps de texte normal. Elles sont entourées par des guillemets français : « et ».
- Les listes à puces sont à éviter, des paragraphes rédigés étant largement préférés. Les tableaux sont à réserver à la présentation de données structurées (résultats, etc.).
- Les appels de note de bas de page (petits chiffres en exposant, introduits par l'outil «  Source ») sont à placer entre la fin de phrase et le point final[comme ça].
- Les liens internes (vers d'autres articles de Wikipédia) sont à choisir avec parcimonie. Créez des liens vers des articles approfondissant le sujet. Les termes génériques sans rapport avec le sujet sont à éviter, ainsi que les répétitions de liens vers un même terme.
- Les liens externes sont à placer uniquement dans une section « Liens externes », à la fin de l'article. Ces liens sont à choisir avec parcimonie suivant les règles définies. Si un lien sert de source à l'article, son insertion dans le texte est à faire par les notes de bas de page.
- La présentation des références doit suivre les conventions bibliographiques. Il est recommandé d'utiliser les modèles {{Ouvrage}}, {{Chapitre}}, {{Article}}, {{Lien web}} et/ou {{Bibliographie}}. Le mode d'édition visuel peut mettre en forme automatiquement les références.
- Insérer une infobox (cadre d'informations à droite) n'est pas obligatoire pour parachever la mise en page.

Pour une aide détaillée, merci de consulter Aide:Wikification.
Si vous pensez que ces points ont été résolus, vous pouvez retirer ce bandeau et améliorer la mise en forme d'un autre article.
L’église Saint-Pantaléon (en grec moderne : Ναός Αγίου Παντελεήμονα) est une église byzantine de Thessalonique (Macédoine, Grèce) datant du XIVe siècle. Depuis 1988, elle fait partie du patrimoine mondial de l’UNESCO au titre des monuments paléochrétiens et byzantins de Thessalonique.

## Historique
L'église a été construite pendant la période byzantine tardive, ce qui situe sa construction entre la seconde moitié du XIIIe siècle ou au XIVe siècle. Elle est décorée par des mosaïques remarquables. Elle est bâtie sur une forme d'église à croix inscrite dont la coupole est octogonale, une autre coupole se situe au-dessus du narthex. Une grande partie du bâtiment a disparu, entre autres la galerie. Il ne reste de la transformation en mosquée que la base du minaret et une fontaine de marbre.
L'église est inscrite depuis 1988 sur la liste du patrimoine mondial de l'UNESCO au sein du bien intitulé « Monuments paléochrétiens et byzantins de Thessalonique ».

## Contexte historique
Le 11 mai 330, l’empereur Constantin inaugure Constantinople, la nouvelle capitale de l’Empire romain, construite près de la ville grecque de Byzance. Elle exerce une influence significative sur les autres villes de l’empire, y compris celle de Thessalonique. En tant que deux grandes villes de l’Empire, elles entretenaient des relations très importantes. Thessalonique est l’une des villes les plus importantes de l’Empire byzantin, avec une histoire riche qui remonte à plusieurs siècles en arrière. En tant que deuxième plus grande ville de Grèce, elle a été un grand centre de pouvoir économique et culturel tout au long de son histoire, notamment durant la période byzantine. Dans cette ville, on y retrouve une grande présence d’églises orthodoxes ce qui témoigne de l’importance religieuse et de son influence dans la cité de Grèce. Les églises étaient importantes puisqu’elles rassemblaient la communauté chrétienne, faisaient preuve de l’influence de la tradition chrétienne, illustraient le style artistique de l’époque byzantine, etc. L’église de Thessalonique fait également preuve de résilience vu sa résistance face aux défis extérieurs. Les invasions arabes et les attaques ottomanes représentaient une vraie menace pour la population orthodoxe, mais la persévérance des chrétiens et de l’église a porté ses fruits tel que son héritage architectural ainsi que sa conservation. Or, Thessalonique joue un grand rôle dans le développement de la religion orthodoxe dans l’Empire byzantin, par ses nombreuses constructions d’églises. Elle marque un moment important pour le peuple de Byzance puisqu’elle fait preuve de l’importance liée à la religion et de leur volonté à préserver l’histoire chrétienne. Les églises deviennent donc un grand centre de pèlerinage et de communauté au sein de Byzance.

## Dédicace à Saint-Pantaleimon
L’église de Saint-Pantaléon est dédiée à Saint Pantaléon, un martyr chrétien et un grand médecin-guérisseur reconnu pour ses grands exploits que l’on attribue à sa foi chrétienne. Il consacra sa vie aux souffrants et aux malades, les guérissant au nom de Dieu. Ses exploits se répandirent rapidement dans toute la ville de Thessalonique et il fut ensuite baptisé sous le nom de « Panteleimon ». En plus de guérir les chrétiens dans leurs combats spirituels,  il joue un rôle essentiel dans le contexte militaire, car en tant que médecin guérisseur, il s’occupait des blessures et des maladies sur le champ de bataille. Ainsi, le saint martyr et guérisseur Panteleimon est devenu un symbole de l’onction des malades, et l’église de Saint-Pantaléon lui a été consacrée à son hommage.

## Description de l'église

### Architecture générale
L’architecture de l’église de Saint-Pantaléon de Thessalonique est caractérisée du style byzantin. En Thessalonique, la forme d’architecture que nous retrouvons, particulièrement pour les églises construites à cette période, est créée sous un plan déambulatoire, qui permet la circulation autour de l’autel tout en restant dans l’espace intérieur de l’église. On y retrouve également une croix atténuée dans un noyau carré enveloppée d’un déambulatoire en forme de pi (Π) ; chose que nous retrouvons dans l’église de Saint-Pantaléon. L’église est reconnue comme un édifice de type tétrastyle (un portique soutenu par quatre colonnes)  à croix carrée. Elle comprend un narthex, un vestibule situé à l’entrée de l’église ainsi qu’un déambulatoire qui se termine à l’est par deux chapelles. Le narthex était surmonté d’une coupole puis elle était soutenue par des colonnes et des chapiteaux provenant d’édifices précédents. On y trouve également des fenêtres à trois lumières dans les tambours situés au-dessus des bras de la croix. Comme de nombreuses autres églises byzantines, l’église de Saint-Pantaléon de Thessalonique présente des éléments d’enluminure, notamment des mosaïques, des icônes et des fresques. Au cours des siècles byzantins tardifs, les mosaïques aux couleurs vives et à motifs géométriques, ainsi que les fresques représentaient une grande particularité des églises byzantines ; ces techniques d’art étaient dans les plus utilisés de l’époque puisqu’elles datent depuis plusieurs années et que ce sont des techniques qui sont durables. Elles sont utilisées non seulement pour embellir les murs et les plafonds des églises, mais aussi afin d’émettre un message religieux. L’élégance des mosaïques byzantines s’inspire également de l’art classique grec. L’iconographie et les symboles étaient également des caractéristiques très présentes dans l’architecture byzantine. Ces formes d’arts ont connu une grande popularité à cette époque. L’iconographie évoquée dans ces églises avait tout d’abord une valeur religieuse. Elles représentaient des saints importants, des vierges, des scènes bibliques, etc. Parmi les représentations iconographiques, celle de l’église de Saint Pantaléon inclut celle du grand martyr à qui l’église est dédiée : Saint Pantaléon, souvent représenté avec des symboles de guérisseur. On y retrouve également les apôtres représentés dans les fresques et les mosaïques, ainsi que la Vierge Marie dans diverses scènes bibliques.

### Matériaux

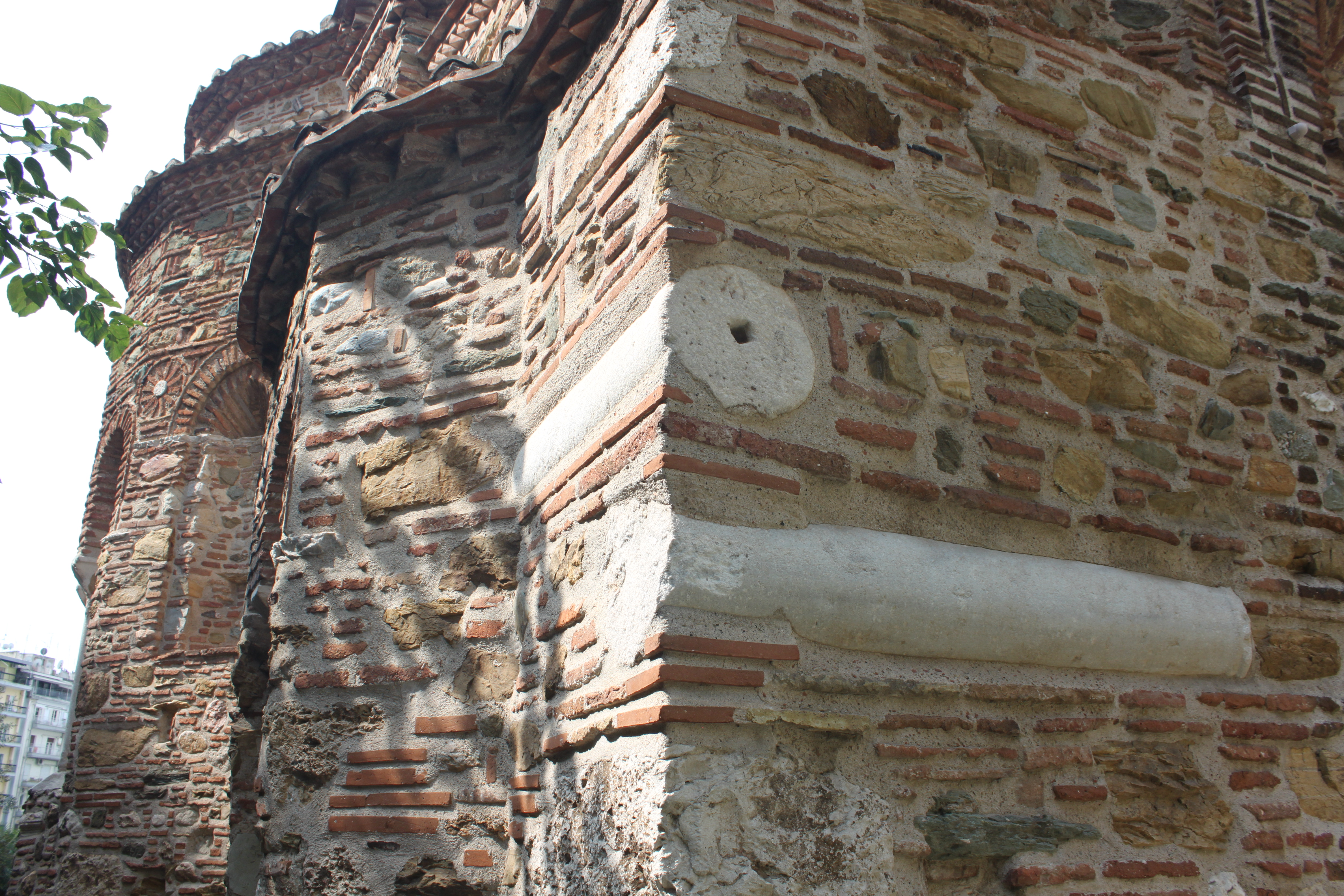
Remplois de fragments de colonnes à l'angle nord-est de l'église

Les matériaux utilisés pour sa construction sont typiques de l’architecture byzantine. L’église de Saint-Pantaléon est construite à l’aide d’une variété de matériaux utilisés, parmi lesquels la brique, constitue un des éléments fondamentaux de sa structure. Elle est utilisée pour bâtir les murs de l’église, assurant ainsi la solidité et la durabilité de celle-ci. Elle sert également à plusieurs éléments décoratifs comme les arcs, les dômes et les voûtes. Le mortier compte également comme un matériel essentiel à sa construction, servant à lier les briques et les pierres. La pierre est utilisée en alternance avec la brique puisqu’elle constitue à un matériau très résistant qui perdure avec le temps. Des tesselles de pierre sont également utilisées pour créer les mosaïques de l’église. Elles sont souvent colorées et dorées, pour créer un effet lumineux en reflétant la lumière.

## Influence de l'église de Saint-Pantaléon
Lorsqu’on regarde à son architecture, l’église de Saint-Pantaléon a connu divers mélanges d’influence. À Constantinople, on observe une grande émergence de nouveaux styles et d’influence architecturale. Or, sa construction a fortement été influencée par l’architecture romaine. Les grands architectes de l’Empire byzantin ont intégré plusieurs principes de l’architecture romaine tels que le style déambulatoire, l’utilisation des colonnes, l’optimisation de la lumière, tout en les adaptant aux besoins spécifiques de la société byzantine afin de renforcer l’identité culturelle et religieuse du peuple de Byzance. Le modèle de cette église est également inspiré par des influences orientales et occidentales, notamment créées par les nombreux échanges culturels et commerciaux provenant des interactions avec les peuples extérieurs. Ces multiples influences ont permis au peuple byzantin de développer leur propre style architectural et ainsi créer « l’architecture byzantine ».

## Influence de l'architecture byzantine sur d'autres cultures
De nombreuses autres populations ont ensuite été grandement influencées par l’art byzantin. On pense notamment aux peuples slaves et balkaniques, comme les Serbes et les Bulgares, deux nations de tradition orthodoxe. Les Byzantins ont joué un rôle très important dans l’évangélisation et l’intégration des Slaves et des Balkaniques au sein de la religion orthodoxe et à celui de la culture byzantine. Or, ces peuples ont également adopté l’art et l’architecture byzantine. De nombreuses églises ainsi que de nombreux éléments des arts byzantins tels que les mosaïques, les icônes et les fresques sont devenus des éléments distinctifs dans les églises serbes et bulgares. L’architecture de leurs bâtiments s’inspirait aussi largement des modèles byzantins. Byzance a donc exercé une grande influence sur ces cultures et a laissé un héritage durable dans l’art, l’architecture et la culture de ces pays. L’église exerce également une influence significative sur la culture. Or, l’Église de Saint-Pantaléon, en tant que symbole du patrimoine culturel de Thessalonique, attire chaque année de nombreux visiteurs et touristes. Son architecture, ses œuvres d’art et, surtout l’histoire byzantine qui l’entoure suscite grandement l’intérêt des gens. Elle attire l’attention des gens en tant que symbole important de l’héritage byzantin et de son histoire. Elle représente également un véritable centre spirituel pour sa communauté.

## Importance spirituelle
L’église de Saint-Pantaléon de Thessalonique occupe une place fondamentale dans la liturgie chrétienne en tant que site de culte et de vie spirituelle. Sa longévité, établie par son inscription sur la liste de patrimoine mondial de l’UNESCO, témoigne de la continuité de la foi chrétienne byzantine au travers du temps. L’église est importante aux yeux de la communauté puisqu’elle représente un lieu de célébration et de sacrements. Plusieurs rites qui sont fondamentaux à la vie chrétienne ont lieu à cet endroit tel que le baptême. Par ailleurs, elle facilite les échanges avec les autres, permettant aux croyants de se rassembler et de partager leur foi les uns aux autres. L’église offre un espace de prière ce qui permet aux gens de se connecter avec leur foi.L’église accueille également plusieurs dévotions envers le martyr Saint-Pantaléon. Les fidèles s’adressent souvent à lui par la prière pour demander son aide dans les moments difficiles, notamment lors de maladies, car il est perçu comme un symbole du chrétien guérisseur. En somme, l’église de Saint-Pantaléon est importante dans la liturgie chrétienne grâce à son histoire, sa fonction de rassemblement, ses traditions, ses espaces de prières et sa dévotion au grand martyr.

## Restauration
Les monuments de la ville de Thessalonique ont survécu depuis plusieurs siècles ce qui nous permet d’avoir un bel aperçu de la culture et de l’art byzantin même après un grand nombre d’années écoulées. La restauration de celle-ci vise à préserver son édifice byzantin emblématique du XIVe siècle. Néanmoins, tout en préservant son influence byzantine, on observe quelques minimes rénovations et transformations des églises au fil du temps. Sous l’Empire ottoman, l’église de Saint-Pantaléon, tout comme d’autres nombreuses églises byzantines de l’époque, a été transformée en mosquée durant la période de domination ottomane puisque la religion islamique était prédominante. Les églises étaient généralement soumises à des transformations mineures, comme l’application de couches d’enduit blanc ou coloré sur les surfaces intérieures et extérieures, ainsi que l’ajout d’éléments intérieurs tels qu’un pupitre et des niches de prières. Cependant, même après sa transformation en mosquée, les structures architecturales de l’église ont été largement préservée grâce à la détermination des fidèles. Par la suite, elle a ensuite été réattribuée au culte chrétien au début du XXe siècle. Aujourd’hui, l’église de Saint-Pantaléon est en grande partie préservée, bien que certains éléments, tels que les galeries, aient disparu au fil du temps et que l’édifice ait subit quelques dommages au cours des siècles. Thessalonique est effectivement connu comme une région sujette aux tremblements de terre, et sa localisation la place dans une zone à risque. Or, les tremblements de terre et autres catastrophes naturelles survenues dans la région dans le passé expliquent l’importance des interventions de restauration et de consolidation de celle-ci. Des modifications ont également été apportées afin d’améliorer et de faciliter l’accessibilité au monument à un public plus large. Pour maintenir son état de conservation, l’église est également entourée d’une zone tampon. Elle permet de protéger l’intégralité du monument en contrôlant les activités autour de celle-ci. L’état s’engage ainsi à préserver le site de cette manière. Les sites historiques comme l’église de Saint-Pantaléon sont protégés par la loi archéologique grecque 3028/2002 relative sur la « protection des antiquités et du patrimoine culturel en général », mentionnée par l’UNESCO. Cette loi fixe des règles de conservation spécifiques afin de préserver l’intégrité et la valeur historique de celle-ci. Enfin, des efforts continus sont consacrés à sa restauration, car ces modifications sont essentielles pour préserver le monument. Puisque l’église est située dans une ville moderne, elle est en quelque sorte vulnérable aux impacts de l’activité humaine.